# Горки (деревня, Дмитровский городской округ)
Горки — деревня в Дмитровском округе Московской области. До 2018 года была в составе городского поселения Деденёво. Население — 6 чел. (2010). До 2006 года Горки входили в состав Целеевского сельского округа.

## Расположение
Деревня расположена в центральной части района, примерно в 12 км юго-западнее Дмитрова, в 7 км на запад от Деденево, на безымянном ручье, правом притоке реки Волгуша, высота центра над уровнем моря 193 м. Ближайшие населённые пункты — Парамоново на востоке и Гаврилково на севере.

## Население
| 2002 | 2006 | 2010 |
| ---- | ---- | ---- |
| 15   | ↘8   | ↘6   |